# Vrhovac Sokolovački
Vrhovac Sokolovački je naselje u Hrvatskoj u sastavu općine Sokolovca. Nalazi se u Koprivničko-križevačkoj županiji. 

## Zemljopis
Zapadno su Veliki Grabičani i Veliki Poganac, sjeverozapadno su Prkos, Radeljevo Selo i Gliboki potok, sjeverno-sjeveroistočno je Rasinja i Dugačko brdo, jugoistočno su Jankovac, Domaji i Grdak, jugozapadno su Prnjavor Lepavinski, Mali Botinovac i Veliki Botinovac.

## Stanovništvo
| broj stanovnika | 45    | 57    | 62    | 96    | 123   | 94    | 91    | 155   | 59    | 66    | 81    | 72    | 54    | 64    | 62    | 65    | 64    |
|                 | 1857. | 1869. | 1880. | 1890. | 1900. | 1910. | 1921. | 1931. | 1948. | 1953. | 1961. | 1971. | 1981. | 1991. | 2001. | 2011. | 2021. |